# Élections législatives de 1946 en Gironde
Les élections législatives françaises de 1946 se tiennent le 10 novembre. Ce sont les premières élections législatives de la Quatrième république, après l'adoption lors du référendum du 13 octobre d'une nouvelle constitution.

## Mode de scrutin
L'Assemblée nationale est composée de 618 sièges pourvus au scrutin proportionnel plurinominal suivant la règle de la plus forte moyenne dans le cadre départemental, sans panachage. 
Le vote préférentiel est admis, en inscrivant un numéro d'ordre en face du nom d'un, de plusieurs ou de tous les candidats de la liste. Mais l'ordre ne pourra être modifié que si au moins la moitié des suffrages portés sur la liste est numéroté. Dans les faits les modifications ne dépasseront jamais les 7%.
Dans le département du Gironde, dix députés sont à élire, soit un de plus que lors des élections aux constituantes d'octobre 1945 et de juin 1946.

## Élus
| Député sortant          | Parti | Parti | Député élu ou réélu   | Parti | Parti   |
| ----------------------- | ----- | ----- | --------------------- | ----- | ------- |
| Marc Dupuy              |       | PCF   | Marc Dupuy            |       | PCF     |
| Siège créé              |       |       | Renée Reyraud         |       | PCF     |
| Jean-Fernand Audeguil   |       | SFIO  | Jean-Fernand Audeguil |       | SFIO    |
| Jean-Raymond Guyon      |       | SFIO  | Jean-Raymond Guyon    |       | SFIO    |
| Pierre-Emmanuel Guillet |       | SFIO  | Jacques Chaban-Delmas |       | Rad-soc |
| Henri Teitgen           |       | MRP   | Henri Teitgen         |       | MRP     |
| Émile Liquard           |       | MRP   | Émile Liquard         |       | MRP     |
| Antoine Cornut          |       | MRP   | Marceau Dupuy         |       | Rad-soc |
| Jules Ramarony          |       | PRL   | Jules Ramarony        |       | PRL     |
| Jean Sourbet            |       | PRL   | Jean Sourbet          |       | PRL     |

## Résultats

### Résultats à l'échelle du département
| Parti    | Parti    | Tête de liste         | Résultats | Résultats | Sièges |  |
| Parti    | Parti    | Tête de liste         | Voix      | %         |        |  |
| -------- | -------- | --------------------- | --------- | --------- | ------ |  |
|          | SFIO     | Jean-Fernand Audeguil | 90 363    | 23,51     | 2 1    |  |
|          | MRP      | Henri Teitgen         | 75 451    | 19,63     | 2 1    |  |
|          | PCF      | Marc Dupuy            | 73 963    | 19,25     | 2 1    |  |
|          | RGR      | Jacques Chaban-Delmas | 71 561    | 18,62     | 2 2    |  |
|          | PRL      | Jules Ramarony        | 69 854    | 18,18     | 2      |  |
|          | PCI      | Madeleine Forcada     | 3 115     | 0,81      | -      |  |
|          |          |                       |           |           |        |  |
| Inscrits | Inscrits | Inscrits              | 530 998   | 100,00    | 10     |  |
| Votants  | Votants  | Votants               | 389 497   | 73,35     |        |  |
| Exprimés | Exprimés | Exprimés              | 384 307   | 98,67     |        |  |